# 霍坎·瑟德格伦
霍坎·瑟德格伦（瑞典語：Håkan Södergren，1959年6月14日—），瑞典男子冰球运动员，1977年开始职业生涯。他曾代表瑞典参加1984年和1988年冬季奥林匹克运动会冰球比赛，获得二枚铜牌。